# Puchheim Kristóf
Puchheim Kristóf (III. Hans Christoph von Puchheim; néhol Puchhaim, esetleg Buchheim; 1605 – 1657) osztrák nemes, a harmincéves háború végén császári tábornagy.

## Élete
Szülei Johann Christoph II. von Puchheim zu Krumbach és báró Hofkirchen Zsuzsanna (Eva Susanna von Hofkirchen). Testvérei voltak oberstkamerger Johann Rudolf von Puchheim és Leibach Otto Friedrich von Puchheim püspök, illetve gróf Pálffy Istvánné Puchhaim Éva-Zsuzsanna. Felesége gróf Polixena von Leiningen-Dagsburg volt.
1645 augusztusában az Ipoly völgyében vezette csapatait, aminek végül az ostromzár alatt álló szendrői vár felmentése lett az eredménye. Várkapitányként 1649-ben a komáromi várgrófi házat átadta a jezsuitáknak, akik nekifogtak kollégiumuk megépítéséhez, melyet a várba vezető út mellett emeltek. III. Ferdinánd magyar király 1650-ben neki adományozta Komáromot 54118 forintért, akinek utóda Puchhaim Adolf Erneszt a komáromi vár főkapitánya lett, s ezen felül gróf Zichy Pál fia István további 4 falut (Újfalu, Neszmély, Almás és Szent Péter), Komárom városával és Szent Pál pusztával együtt neki díjfizetés nélkül átengedett. Az adomány ellen a bencések 1651-ben és 1673-ban tiltakoztak eredménytelenül. A vár ekkoriban igen csekély számú őrséggel rendelkezett, sőt 1651-ben faltörő ágyúkat, mozsarakat és gránátokat szállítottak át Kanizsa ostromához. 1651 augusztus végén Batthyány Ádámmal és Zrínyi Miklóssal Segesdet ostromolták.
1651-ben Kirschschlagban reneszánsz palotát építtetett a főtéren. 1656 júliusától októberig az ő felügyelete alatt kísérte a fiatal Batthyány Kristóf a császári udvart Prágába majd Bécsbe. 1664-ben fia fogadta Komáromban Pilárik István szenici lelkészt, aki akkor menekült török fogoly volt.
Göllersdorf, Mühberg, Krumbach, Kirchschlag és Saubendorf ura. Császári udvarmester, hadi tanácsos, tábori fővezér, alsó Ausztria örökös asztalnoka volt.